# Luděk Sobota

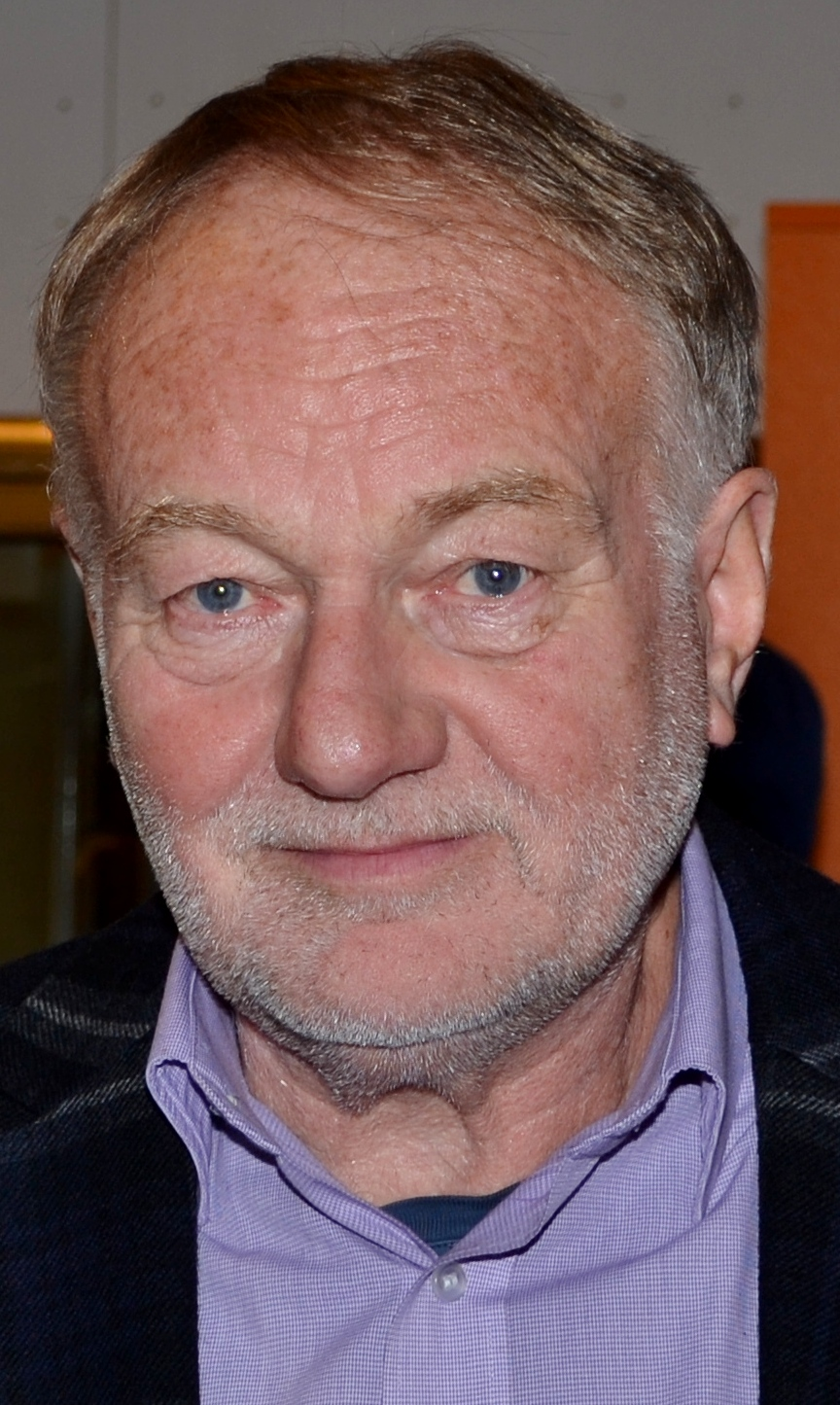
Luděk Sobota 2013

Luděk Sobota (* 27. Mai 1943 in Prag) ist ein tschechischer Schauspieler, Bühnenautor und Regisseur.

## Leben
Sobota studierte an der Theaterfakultät der Akademie der Musischen Künste (DAMU) in Prag. In den Jahren 1973 bis 1990 war er im Prager Theater Semafor tätig, wo er dem Team von Miloslav Šimek angehörte – teilweise auch als Autor, beispielsweise in seinem Stück Návštěvní den. 2006–2008 leitete er das eigene Theater Směšné divadlo, das aus finanziellen Gründen geschlossen werden musste.
2014 und 2015 hatte Sobota Auftritte im Semafor.

## Bühnenauftritte
Sobota spielte in vielen Bühnenstücken, insbesondere im Theater Semafor:
- Třetí nejlepší představení na světě aneb Zázrak (1973)
- Jemný mrav (1973)
- Návštěvní den č.6 (1975)
- Dva pestré týdny v oblastním muzeu (1977)
- Návštěvní den č.7 (1980)
- Soutěžní obor Luděk Sobota (1985)
- Facky místo pohádek (2006)
- Návštěvní den u Miloslava Šimka (2014)

## Filmografie
Seine Rollen im Film und in Fernsehspielen zählen einige Dutzend Auftritte; Auszug aus der Filmografie:
- 1974: Horoskop aus dem Computer (Jáchyme, hoď ho do stroje)
- 1976: Morgen legen wir los, Liebling (Zítra to roztočíme, drahoušku)
- 1977: Ich mache das, Chef (Já to tedy beru, séfe...!)
- 1978: Laßt ihn sich doch fürchten! (Jen ho nechte, at se bojí)
- 1980: Blázni, vodníci a podvodníci
- 1983: Der fliegende Ferdinand (Létající Čestmír)
- 1999: Nebát se a nakrást
- 2012: Okresní přebor – Poslední zápas Pepika Hnátka

## Werke
- Luděk Sobota, Miloslav Šimek: Jak vyrobit bumerang, Albatros, Prag 1987
- Luděk Sobota: Facky místo pohádek, HAK 1998, ISBN 80-85910-19-5
- Luděk Sobota, Miloslav Šimek: Jak vyrobit bumerang, XYZ 2005, ISBN 80-86864-40-5
- Luděk Sobota: Dvě facky a pohřeb, Deus 2008, ISBN 978-80-87087-34-3